# Will Keith Kellogg

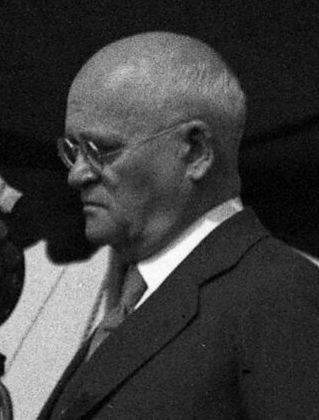
Will Keith Kellogg (1932)

Will Keith Kellogg, üblicherweise W. K. Kellogg genannt (* 7. April 1860 in Battle Creek, Michigan; † 6. Oktober 1951 ebenda) war ein US-amerikanischer Industrieller, der in der Nahrungsmittelproduktion tätig war. Er war der Bruder von John Harvey Kellogg.

## Leben

### Kindheit und Jugend
Will Keith Kellogg wurde 1860 als Sohn des Bürstenmachers John Preston Kellogg (* 14. Februar 1807; † 10. Mai 1881) und dessen Frau Ann Janette (geb. Stanley) (* 20. März 1824; † 30. März 1893) geboren.
Es war die zweite Ehe von John Preston Kellogg. In erster Ehe war er mit Mary Ann (geb. Call) (* 1. Oktober 1811; † 27. September 1841) verheiratet gewesen. Aus der ersten Ehe waren fünf Kinder hervorgegangen. Aus der zweiten Ehe gingen nochmals zehn Kinder hervor. Will Keith wurde als achtes Kind dieser zweiten Ehe geboren.
Die Familie wohnte ursprünglich in Tyrone, Bundesstaat New York, zog aber 1856, noch bevor Will Keith zur Welt kam, nach Battle Creek, Michigan.
Die Eltern von Will Keith Kellogg gehörten der protestantischen Freikirche der Siebenten-Tags-Adventisten an und Battle Creek, wo Will Keith dann mit seinen zahlreichen Geschwistern aufwuchs, entwickelte sich ab 1863 (erste „Generalkonferenz“ und eigentlicher Gründungsakt der Adventisten) zu einer Art Zentrum dieser religiösen Bewegung. 
W.K.Kellogg hatte während seines Schulbesuchs ständig mit Schwierigkeiten zu kämpfen, weil seine Lehrer ihn für begriffsstutzig hielten. Der tatsächliche Grund dieser „Dummheit“ lag jedoch in seiner Kurzsichtigkeit – er konnte einfach nicht erkennen, was an der Schultafel geschrieben stand. 
So verließ Will Keith die Schule bereits mit seinem vierzehnten Lebensjahr und verdiente seinen Lebensunterhalt mit dem Verkauf der von seinen Eltern gefertigten Besen.

### Beruf
Im März 1880 heiratete er in erster Ehe Ella Osborn Davis (* 28. August 1858; † 2. September 1912). Aus der Ehe gingen 5 Kinder hervor. Die Söhne: Karl Hugh (* 1881), John Leonard (* 1883), Irvin Hadley (kurz nach der Geburt verstorben), William Keith Jr. (im Alter von vier Jahren gestorben) und die Tochter Elizabeth Ann (* 1888).
Will Keith Kellogg sah sich nach einer einträglicheren und auch dauerhafteren Arbeitsstelle um. 1866 war von den beiden Siebenten-Tags-Adventisten James und Ellen G. White in Battle Creek ein Sanatorium, das Western Health Reform Institute, gegründet worden, eine Einrichtung auf der Basis von Naturheilkunde bei gleichzeitiger Umsetzung von Glaubensgrundsätzen: Vegetarische Ernährung, Verzicht auf Fleisch, Alkohol, Tabak und Kaffee, Betonung der Heilkraft von Frischluft, Sonne und strikt vegetarische Diäten standen im Vordergrund. John Harvey Kellogg (* 26. Februar 1852; † 14. Dezember 1943), ein älterer Bruder Will Keiths, hatte im Jahre 1876 als frisch promovierter Arzt die Leitung dieses Western Health Reform Institute übernommen und es gleich nach der Aufnahme seiner Arbeit in Battle Creek Sanitarium umbenannt. 
John Harvey Kellogg verschaffte seinem Bruder eine Anstellung im Sanatorium. 
Will Keith arbeitete zunächst in der Verwaltung, half seinem Bruder aber schon bald bei der Neuentwicklung vegetarischer Kost für die Patienten, da – gemäß der Zielsetzung der beiden Gründer – Fleisch im Sanatorium verboten war. So suchte man nach Alternativen für das bis dahin den Patienten servierte harte, wenig schmackhafte und natürlich auch eintönige Brot.
Als die beiden Kellogg-Brüder im Jahre 1894 im Labor des Sanatoriums Versuche durchführten, blieb eines Tages rein zufällig gekochter Weizen, mit dem man einen Teig hatte zubereiten wollen, über Nacht stehen. Am nächsten Morgen experimentierte man mit den inzwischen stark aufgequollenen Weizenkörnern weiter, presste sie durch Rollen und entschloss sich anschließend, die flach ausgewalzten Körner durch Wärme zu trocknen. Das Ergebnis waren dünne und auch knusprige Weizen-Flocken.
Die Patienten, denen man das neue Produkt – mit etwas Salz gewürzt – versuchsweise servierte, waren so sehr begeistert, dass viele, als sie entlassen wurden, nachfragten, ob man ihnen die Granose (wie das neue Produkt zunächst genannt wurde) zusenden könne. Und so gründeten die Kellogg-Brüder im Jahre 1897 ein kleines Unternehmens – die Sanitas Food Company – um das Produkt weiterzuentwickeln und einen Versandhandel für ehemalige Patienten aufzuziehen. Will Keith Kellogg hatte inzwischen weiterexperimentiert und eine auf Mais-Basis beruhende, besser schmeckende Variante des Produkts entwickelt. Anders als sein Bruder hatte Will Keith sehr viel weiterreichende Pläne; er wollte ein großes Unternehmen aufbauen, von dem aus das neue Nahrungsmittel an die wachsende Kundschaft verschickt werden sollte.
Kellogg hatte das Beispiel von Charles William Post (* 26. Oktober 1854; † 9. Mai 1914) vor Augen. Post war Patient des Sanatoriums gewesen. Während seines Aufenthaltes bekam er Einsicht in den Herstellungsprozess des neuen Produktes.
1892 gründete er in Battle Creek erst ein eigenes Kurhaus – das La Vita Inn Sanitarium – dann 1895 die Postum Cereal Company und produzierte Postum beverage cereals. Schon bald wurden dieser Kaffee-Ersatz und die dann produzierten Frühstücksflocken namens Grape Nuts auch dank gezielter Werbekampagnen zu Markthits. Die Gewinnspannen im Frühstücksflocken-Geschäft waren enorm: Ein schlichter Herstellungsprozess, verbunden mit einfallsreicher Werbung, verwandelte billige Getreidekörner in teure Gesundheitsnahrung. Binnen kurzem war Charles William Post Millionär und fand zahlreiche Nachahmer. In einer Art „Gründungsboom“ schossen in Battle Creek mehr als dreißig Firmen hoffnungsfroher Frühstücksflocken-Produzenten aus dem Boden.
John Harvey Kellogg war mehr an medizinischer Forschung interessiert als am Geschäft, sah nicht das Marktpotential für Frühstücksflocken und so trennte sich Will Keith von ihm und dem Sanatorium und gründete 1906, im Alter von 46 Jahren, die Battle Creek Toasted Cornflake Company (die spätere Kellogg Company). Die Produktion betrug anfänglich nicht mehr als 1.000 Packungen pro Tag, doch schon ein Jahr später stellten inzwischen 300 Mitarbeiter rund 4.000 Packungen Cornflakes pro Tag her. Das Unternehmen wuchs mit atemberaubender Geschwindigkeit, wozu umfangreiche und geschickte Werbekampagnen maßgeblich beitrugen. 1909 erreichte die Produktion bereits mehr als 120.000 Packungen. Gleichzeitig erfolgte eine ständige Erweiterung der Produktpalette: Es wurden Kellogg’s Shredded Whole Wheat Biscuits, Kellogg’s Krumbles, Kellogg’s Bran Flakes, Kellogg’s All-Bran und Kellogg’s Rice Krispies usw. angeboten. Schon 1914 begann – mit dem Eintritt in den kanadischen Markt – die internationale Expansion des Unternehmens.
1922 wurde die Battle Creek Toasted Cornflake Company umbenannt und erhielt ihren heutigen Namen: Kellogg Company.
Heute operiert das Unternehmen mit zwei Divisionen: Kellogg USA und Kellogg International, hat rund 25 000 Mitarbeiter in 17 Produktionsstätten, Geschäftsstellen in 160 Ländern und stellt mehr als 50 verschiedene Getreideprodukte her, die in 180 Ländern der Erde verkauft werden. Der Jahresumsatz der Kellogg Company beträgt rund 14 Milliarden US-Dollar.
1929 legte W. K. Kellogg die Geschäftsleitung der Kellogg Company nieder, verblieb aber bis 1946 im Vorstand des Unternehmens.

### Soziales Engagement
Schon früh setzte Will Keith Kellogg den durch seine Geschäftstätigkeit gewonnenen Reichtum für wohltätige Zwecke ein.
1909 – als der große Erfolg seines Unternehmens noch keineswegs absehbar war – schrieb er: 
“If I am successful in getting out of debt and become prosperous in my business affairs, I expect to make a good use of any wealth that may come to me.” (dt.: „Wenn ich mich von meinen Schulden befreien kann und erfolgreich mit meinem Unternehmen sein werde, werde ich den Reichtum, der mir dann (vielleicht) zufließen wird, für gute Zwecke einsetzen.“)
Ganz Patriarch, schuf er zunächst zahlreiche Einrichtungen für die Beschäftigten des eigenen Unternehmens:
1927 einen Kindergarten, in dem die Kinder der Frauen, die bei der Kellogg Company arbeiteten, versorgt wurden. Eine Arzt- und Zahnarztpraxis waren angeschlossen. Es wurde für eine gesunde Ernährung der Kinder gesorgt.
Den durch die Große Depression bedingten Produktionsrückgang fing Kellogg nicht dadurch auf, dass Mitarbeiter entlassen wurden, sondern indem er die Arbeit umverteilte. Als erste Maßnahme verkürzte Kellogg Ende 1930 für seine 2 500 Beschäftigten die Arbeitswoche von sechs auf fünf Tage. Mitten in der Großen Depression war es ihm so möglich, 300 Arbeiter zusätzlich einzustellen.
Wenig später organisierte er die Arbeitsabläufe nochmals um, ließ statt wie bis dahin in drei Schichten, nun in vier Schichten arbeiten – stellte wiederum zusätzlich Leute ein.
Während im ganzen Land Massenentlassungen an der Tagesordnung waren, die Löhne permanent weiter fielen, erhöhte Kellogg sogar noch die Einkommen seiner Beschäftigten und garantierte jedem seiner Arbeiter einen Mindestlohn. (Time, 8. Dezember 1930: Breakfast Food Men)
1944 stiftete er rund 21.000 Aktien seines Unternehmens für einen Fonds, aus dem langjährig Beschäftigte seines Unternehmens unterstützt wurden, falls sie in eine finanzielle Notlage gerieten.
Auch seine Heimatstadt Battle Creek profitierte von seiner Freigebigkeit. Er stiftete die – nach seiner Mutter benannte – Ann-Janette-Kellogg-Schule für lernbehinderte Kinder. Das Kellogg Community College, ein Jugend-Zentrum, Auditorium, Zentrum für Bildende Künste und vieles mehr wurden mit großzügigen Geldspenden aufgebaut oder nachhaltig unterstützt.
Kern und Glanzstück von W. K. Kelloggs Stiftertätigkeit aber war die W.K.Kellogg Foundation. Schon 1925 hatte Kellogg die Fellowship Corporation gegründet, sie mit einer Million Dollar ausgestattet, um unter anderem landwirtschaftliche Projekte finanziell zu unterstützen. 1930 wurde dann zunächst die W.K. Kellog Child Welfare Foundation gegründet. Zwei Monate später bekam die Stiftung ihren heutigen Namen: W.K.Kellogg Foundation. Unterhalten wurde die Stiftung vom W.K.Kellogg Trust, den Kellogg mit rund 66 Millionen Dollar ausstattete, überwiegend in Form von Aktien der Kellogg Company.
Ursprünglich wollte Kellogg in erster Linie benachteiligten Kindern helfen:
„I want to establish a foundation that will help handicapped children everywhere to face the future with confidence, with health, and with a strong-rooted security in their trust of this country and its institutions.“ (dt.:„Ich möchte eine Stiftung gründen, die benachteiligten Kindern überall dazu verhilft, mit Zuversicht in die Zukunft zu schauen, mit Gesundheit und mit einem tiefen Vertrauen zu diesem Land und seinen Institutionen.“)
Heute ist die W.K.Kellogg Foundation eine der größten Stiftungen der USA und ihre Tätigkeit ist weitgefächert.
Außer der Gründung der W. K. Kellogg Foundation gab es weitere Schenkungen: 
1925 hatte Kellogg sich einen Kindheitstraum erfüllt und eine 800 acres große Ranch in Pomona, Kalifornien gekauft. In den folgenden Jahren baute er auf der Kellogg Arabian Horse Ranch eine Zucht von reinrassigen Araber-Pferden auf; er erwarb Nachkommen der besten Blutlinien aus England, Saudi-Arabien, Ägypten, Polen. Aufgrund der ausgezeichneten Zuchtbestände wurde die Ranch schon bald weltweit bekannt.
1932 stiftete er die Ranch einschließlich der rund 90 äußerst wertvollen Pferde der University of California. Die Stiftung wurde von Kellogg mit einer zusätzlichen Geldspende von 600 000 Dollar ausgestattet, um sicherzustellen, dass die Araber-Zucht von der Universität auch tatsächlich fortgeführt werde. Die Universität war aber mehr an der Geldspende, als an Ranch und Araber-Pferden interessiert und verkaufte das Anwesen 1943 an die US-Streitkräfte für die Stationierung von Kavallerie-Einheiten.
Als nach dem Zweiten Weltkrieg die Kavallerie-Einheiten der US-Streitkräfte aufgelöst wurden, wurde die Ranch 1949 der W.K.Kellogg Foundation zurückgegeben.
Die Foundation entschied dann, die Ranch als Stiftung an die California Polytechnic State University, San Luis Obispo (Cal Poly SLO) zu geben. Aus dieser Einheit entwickelte sich die heutige California State Polytechnic University, Pomona (siehe ausführlichere Darstellung im Artikel: California State Polytechnic University, Pomona). 
Ebenfalls 1925 hatte Kellogg sich ein rund 32 acres großes Anwesen am Gull Lake – zwischen Kalamazoo und Battle Creek gelegen – gekauft und hier eine Sommerresidenz, das so genannte Manor House, errichten lassen.
Nach dem Tod Kelloggs im Jahre 1951 wurde das Anwesen von der W.K. Kellogg Foundation der Michigan State University gestiftet und ist heute als Kellogg Biological Station (KBS) biologische Versuchsstation der Universität.
Will Keith Kellogg starb am 6. Oktober 1951 im Alter von 91 Jahren in Battle Creek, Michigan.
Aufgrund einer Augenkrankheit war er die letzten zehn Jahre seines Lebens fast erblindet.